# Сен-Бодий-э-Пипе
Сен-Бодий-э-Пипе (фр. Saint-Baudille-et-Pipet) — коммуна во Франции, находится в регионе Рона — Альпы. Департамент коммуны — Изер. Входит в состав кантона Матезин-Триев. Округ коммуны — Гренобль.
Код INSEE коммуны — 38366. Население коммуны на 1999 год составляло 232 человека. Населённый пункт находится на высоте от 718  до 2 696  метров над уровнем моря. Муниципалитет расположен на расстоянии около 530 км юго-восточнее Парижа, 135 км юго-восточнее Лиона, 45 км южнее Гренобля. Мэр коммуны — Jean-Louis Poite, мандат действует на протяжении 2001—2008 гг.
Динамика населения (INSEE):